# Bernardino Tovar
Bernardino Tovar (Toledo, c.1495-¿? c.1545) fue un religioso español, defensor de un cristianismo interior y eje del núcleo erasmista alcalaíno. Su detención y encarcelamiento en 1530 por el Tribunal del Santo Oficio supuso el comienzo de la persecución contra los erasmistas españoles.

## Biografía
Hijo de Leonor Martínez de Alcocer, toledana, y de Jorge de Vergara, debió de nacer hacia 1495. Hermano del doctor Juan de Vergara, que fue secretario del cardenal Cisneros y uno de los editores de la Biblia políglota complutense, y del también humanista Francisco de Vergara, ya en 1519 se le encuentra en Salamanca en el círculo de apasionados seguidores de la beata Francisca Hernández, que será más adelante acusada de alumbrada. Otro de los que la frecuentan es el bachiller Antonio Medrano. Al declarar en 1529 como testigo en el proceso abierto por la Inquisición a Medrano, Tovar negó haberle visto tener sobre las rodillas a Francisca, como le preguntaban, pero reconocía haberlos visto abrazarse y que Medrano le decía de Francisca, a la que llamaba su hijita, que era una «santa criatura y esposa de Ihesuchristo». Cuando Francisca salió desterrada de Salamanca, Tovar la acompañó a Valladolid como capellán, abandonando sus estudios. En Valladolid Francisca residirá en casa de Pedro Cazalla y, a pesar de la sentencia inquisitorial que los obligaba a vivir a no menos de cinco leguas de distancia, se seguía viendo con Medrano, aunque no se hablasen. Cierto día, cuando comían, teniendo de invitado al obispo fray Juan de Cazalla, Medrano se asomó a la puerta y, dirigiéndose al obispo, le dijo: «Hágamela comer Vuestra Reverendísima a mi hija», lo que sirvió de pretexto a los comensales para burlarse de las excomuniones y censuras eclesiásticas, en lo que se destacó Tovar.
Cuando en 1522 Vergara logró apartarlo de la influencia de Francisca y llevárselo a Alcalá de Henares, lo que ya había intentado sin éxito en 1520 al marchar a Flandes, se convirtió en devoto de María Cazalla. Será él quien se encargue de ponerla en contacto con jóvenes teólogos como Diego Hernández, a quien gustaba demorarse hablando de Erasmo con la beata. En 1533, en el proceso de Juan de Vergara, ese mismo Diego Hernández, convertido en delator, lo tacharía de «fino luterano endiosado». Estando ausente de Alcalá, a su hermano Juan de Vergara le proporcionó entre 1524 y 1529 cuatro libros luteranos, entre ellos los comentarios a Isaías de Ecolampadio, que se cuentan a su vez entre los primeros testimonios de infiltración de literatura luterana en España.
Pero Tovar no se apartó de la ortodoxia o, cuando menos, fue precavido. Por el proceso de María Cazalla, presa en Toledo en 1532, se tiene constancia de que había leído el manuscrito del Diálogo de doctrina cristiana de Juan de Valdés y que se enojó con él y le reprendió por haberlo publicado «tan aceleradamente syn más le corregir e emendar, pero que lo tendría por bueno hasta que la Iglesia Cathólica nos denunçie otra cosa». Él será, ante todo, erasmista. En una carta a Erasmo  informándole de los resultados de la conferencia celebrada en Valladolid en 1527 para tratar de las supuestas herejías erasmistas, Juan de Vergara escribe de su hermano que es 

varón docto y piadoso más que docto, que compite conmigo en tenerte devoción. Este con pertinacia tal se entrega a la lectura de tus libros y con tan despierto celo vela por su defensa, que parece haber escogido para sí esta misión especial.

Al grupo erasmizante que encabeza en Alcalá pertenece entre otros el maestro Miona, sacerdote portugués que ejercerá de padre espiritual de Ignacio de Loyola. En una relación de veintidós «partidarios del bachiller Bernaldino de Tovar» que Diego Hernández presenta al tribunal, Miona es el cuarto. Otros son los Valdés, Juan y Alfonso de Valdés, los Vergara (Juan y el helenista Francisco de Vergara), Juan del Castillo y Miguel de Torres, vicerrector del Colegio Trilingüe, amigo y compañero de Miona, según Diego Hernández, pero más de Tovar «porque era ya gran latinista y helenista». Ambos, Miona y Torres, marcharían a París en 1530 prevenidos quizá por la detención de Tovar.
El primer encuentro de Tovar con la Inquisición es del 6 de diciembre de 1529, llamado a testificar en el proceso abierto por el Santo Oficio a Antonio Medrano, a quien Tovar no tenía por codicioso, sino por «onbre que quería buena olla y mal testamento». Algunos meses después, en julio de 1530, Francisca Hernández, despechada y pensando encontrar de este modo un trato más favorable del tribunal que la juzgaba, acusaría a Tovar a la vez que al doctor Vergara y otros muchos de compartir las ideas de los alumbrados y de los luteranos. A Tovar declaraba haberle oído decir que estaba totalmente de acuerdo con Lutero en la cuestión de las indulgencias. Un mes después, en septiembre de 1530, Tovar sería encarcelado por la Inquisición toledana. Su hermano Juan intercedió ante su protector, el arzobispo Fonseca, y sobornó a funcionarios del tribunal para que lo tuvieran informado de las acusaciones que se presentasen. Actuando como su abogado, logró apartar del proceso a alguno de los jueces más contrarios a su causa. Los hermanos se las ingeniaron además para mantener correspondencia con tinta invisible hasta que, descubiertos por el despensero, el 20 de mayo de 1533 Juan fuese también detenido, entre otras cosas por «impedidor del Santo Oficio» y «corrompedor de los ministros».
A diferencia del proceso de Juan de Vergara, el de Bernardino Tovar se ha perdido. Se desconoce la suerte que pueda haber corrido. Francisco de Enzinas escribió en sus Memorias que él y su hermano fueron liberados tras muchos años de cárcel por mediación del arzobispo Alonso Fonseca, a lo que Menéndez Pelayo objeta que Fonseca murió en febrero de 1534 y es de mayo de ese año la carta en la que Juan Luis Vives avisaba a Erasmo de que «capti sunt in Hispania Vergara et frater eius Tovar». Juan Antonio Llorente, por su parte, afirmaba que los hermanos abjuraron de levi de la herejía luterana y fueron absueltos ad cautelam de otras censuras con ciertas penitencias. En realidad, ahora se sabe que Juan de Vergara fue condenado a abjurar de vehementi en auto público el 21 de diciembre de 1535, multa de mil quinientos ducados y un año de reclusión en el monasterio de San Agustín, sustituido luego por el recinto de la catedral toledana, de la que era canónigo. Bataillon piensa que sobre Tovar pudo recaer una sentencia semejante, «en resumidas cuentas, probablemente debió abjurar de vehementi y sufrir una penitencia más o menos prolongada».